# Mariusz Majerski
 Mariusz Majerski  (ur. 15 lutego 1973 w Ostródzie) – generał brygady Wojska Polskiego; od 1 marca 2023 dowódca 1 Brygady Artylerii.

## Życiorys
Mariusz Majerski urodził się 15 lutego 1973 w Ostródzie. W 1992 rozpoczął studia wojskowe jako podchorąży w Wyższej Szkole Oficerskiej Wojsk Rakietowych i Artylerii, które ukończył w roku 1996 w Toruniu i był mianowany na pierwszy stopień oficerski podporucznika. Jest także absolwentem studiów podyplomowych w Akademii Obrony Narodowej i Wojskowej Akademii Technicznej.
W 1996 otrzymał przydział służbowy do Bartoszyc, gdzie pełnił zawodową służbę na stanowiskach dowódcy plutonu, oficera sekcji oraz szefa sztabu dywizjonu w 9 Bartoszyckim pułku artylerii, który w roku 2000 został rozformowany. Następnie kolejne stanowiska odbywał i związane były ze służbą w 1 pułku artylerii w Ciechanowie, potem w Dowództwie Wojsk Lądowych i od listopada 2012 w 1 Brygadzie Pancernej jako dowódca dywizjonu artylerii samobieżnej stacjonującego w Chełmnie, do 2015. W 2015 roku przeniesiony służbowo do Dowództwa Generalnego Rodzajów Sił Zbrojnych gdzie w roku 2016 objął stanowisko szefa Wydziału Operacyjnego Zarządu Wojsk Rakietowych i Artylerii w Dowództwie Generalnym Rodzajów Sił Zbrojnych. W grudniu 2018 roku został skierowany do Centrum Operacji Lądowych – Dowództwo Komponentu Lądowego, gdzie najpierw był szefem Oddziału Wsparcia Bojowego w Pionie Operacyjnym, a następnie szefem Oddziału Targetingu i Połączonego Wsparcia Ogniowego. 
1 września 2020 w Węgorzewie w obecności dowódcy 16 Dywizji Zmechanizowanej gen. dyw. Krzysztofa Radomskiego przejął obowiązki dowódcy 11 pułku artylerii od zastępcy dowódcy pułku ppłk. Krzysztofa Malankiewicza, a po przeformowaniu tej jednostki od 1 marca 2023 pełni w Węgorzewie służbę na stanowisku dowódcy 1 Brygady Artylerii. W dniu 7 listopada 2023 został awansowany do stopnia generała brygady. Akt mianowania odebrał 9 listopada 2023 z rąk prezydenta Rzeczypospolitej Polskiej Andrzeja Dudy.  

## Awanse
- podporucznik – 1996[2]

(...)

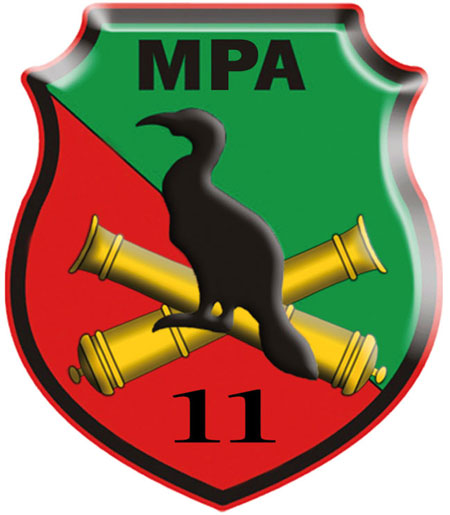
Od 2020 był dowódcą 11 pa

- generał brygady – 9 listopada 2023 (data odebrania awansu)[9]

## Ordery, odznaczenia i wyróżnienia
- Medal Stulecia Odzyskanej Niepodległości – 2023[10]
- Medal „Pro Patria” – 2021[11]
- Medal pamiątkowy jubileuszu 25-lecia Powiatu Augustowskiego – 2024[12]
- Odznaka Honorowa Wojsk Lądowych
- Odznaka pamiątkowa 11 pułku artylerii – 2020, ex officio

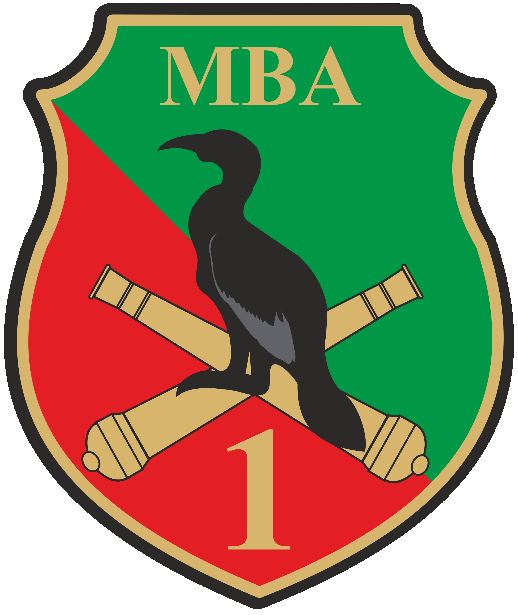
Od 1 marca 2023 Dowódca 1 BA

i inne